# Lard Free
Lard Free est un groupe de rock progressif français. Pendant son existence, entre 1970 et 1978, le groupe explore les territoires des musiques expérimentales acoustiques et synthétiques dans une veine proche d'Heldon et du krautrock.

## Biographie

### Débuts (1970–1974)

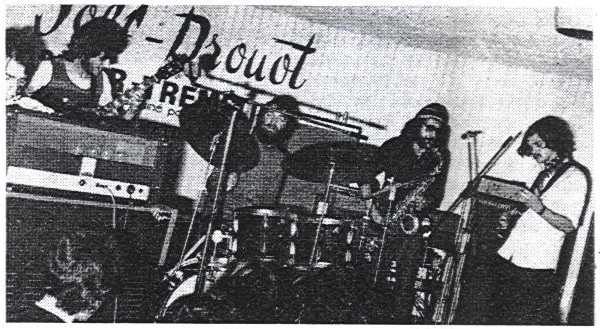
Lard Free au Golf Drouot en 1971.

Après avoir fait ses débuts dans un orchestre de Jazz au Havre, le batteur Gilbert Artman fréquente le fameux club parisien Le Chat qui Pêche où il a l'occasion de jouer avec Don Cherry et Steve Lacy. En décembre 1970, Gilbert Artman forme Lard Free, aux côtés de François Mativet (guitare), Jean-Jacques Miette (basse, contrebasse), Dominique Triloff (claviers), Philippe Bolliet (saxophones, clarinette) et Jacky Chantrier à la sonorisation. Six mois plus tard Lard Free participe au Tremplin du Golf-Drouot, et gagne une séance studio. Le vibraphoniste anglais Robert Wood se joint pendant quelque temps au groupe. Lard Free retourne en studio début 1972. Ces premiers enregistrements figurent sur le disque Unnamed (Spalax, 1997). Le style musical de Lard Free est alors expérimental, parfois proche de Soft Machine. 
En 1973, Gilbert Artman fait un séjour en Angleterre pour participer à l'enregistrement de l'album de Cyrille Verdeaux, Clearlight Symphony (Virgin, 1975). C'est également en Angleterre, dans les studios Island, qu'est enregistré, en avril 1973, Gilbert Artman's Lard Free, le premier album de Lard Free, publié sur Vamp Records,. Le groupe est alors composé de Gilbert Artman (batterie, piano, vibraphone), Hervé Eyhani, (basse, synthétiseur ARP), de Philippe Bolliet (saxophones) et François Mativet (guitares). Le résultat est assez brut et très original pour l'époque. Il mélange free jazz, guitare électrique et synthétiseur. La batterie de Gilbert Artman assure une assise rythmique solide qui trouve sa source plus du côté du jazz que du rock. 
En 1974, Gilbert Artman se joint à la Delired Cameleon Family, une grande formation mise sur pied pour créer la musique du film Visa de censure n° X de Pierre Clementi.

### Derniers albums (1975–1978)
Pour l'enregistrement du deuxième album de Lard Free, I'm Around about Midnight (Vamp, 1975), Gilbert Artman change complètement le personnel autour de lui. Il assure batterie, percussions, vibraphone, orgue Hammond et saxophone ténor. Il s'entoure de Alain Audat (synthétiseur VCS 3, saxophone ténor) et Antoine Duvernet (saxophone alto et flûte). Il fait également appel au fondateur d'Heldon, Richard Pinhas (guitare, basse, synthétiseur ARP et VCS 3) et à Jean-Jacques Birgé (synthé ARP et saxophone alto), en trio pour quelques concerts. L'album comprend le morceau Pale Violence Under a Reverbere sur le troisième album de Heldon, dans un mixage différent, sous le nom de Méchamment rock. I'm Around about Midnight est souvent décrit comme étant l'album de Lard Free le plus proche de ceux d'Heldon. Il est dominé par des ambiances synthétiques sombres et arythmiques. 
En 1976, Gilbert Artman se joint au collectif Opération Rhino aux côtés de 17 autres musiciens, à l'occasion de la fête de Politique Hebdo à Lyon. La même année, il fonde Urban Sax, un orchestre composé uniquement de saxophonistes. À partir de là Lard Free et Urban Sax sont menés de front. Entre janvier et mars 1977, Gilbert Artman enregistre le troisième et dernier album, Lard Free III (aussi connu sous le nom de Spirale Malax), qui paraît à peu près en même temps que le premier album d'Urban Sax, en juin 1977, sur le label Cobra. Pour Lard Free III, Gilbert Artman est entouré de Xavier Baulleret (guitare), Yves Lanes (synthétiseurs) et de Jean-Pierre Thirault (clarinette). L'album se compose de deux longues plages également assez proche d'Heldon. La première face, Spirale Malax, est à la fois entêtante, répétitive et planante. La seconde, Synthetic Seasons, est nettement plus sombre et angoissante. Lard Free III serait tout naturellement classé dans la catégorie krautrock s'il avait été réalisé par un groupe allemand.   
Le personnel de Lard Free évolue encore par la suite. En mai 1978, Lard Free et Camizole participent à un même festival, en Vendée. Pour rattraper le retard pris dans le programme, ils décident de faire leur balance ensemble, puis font finalement une performance commune. C'est ainsi que les deux formations fusionnent pour leur tout dernier mois d'existence et se produisent lors de quatre concerts. Gilbert Artman se consacre ensuite à Urban Sax, laissant derrière lui Lard Free.

## Membres
- Gilbert Artman - batterie
- François Mativet - guitare
- Jean-Jacques Miette - basse, contrebasse
- Dominique Triloff - claviers
- Philippe Bolliet - saxophones, clarinette
- Jacky Chantrier - sonorisation
- Alain Audat - saxophone, synthé
- Hervé Eyhani - basse, synthétiseur ARP
- Richard Pinhas - guitare, basse, synthés
- Antoine Duvernet - saxophone, flute
- Jean-Jacques Birgé - saxophone, synthé
- Xavier Baulleret - guitare
- Yves Lanes - synthé
- Jean-Pierre Thirault - clarinette

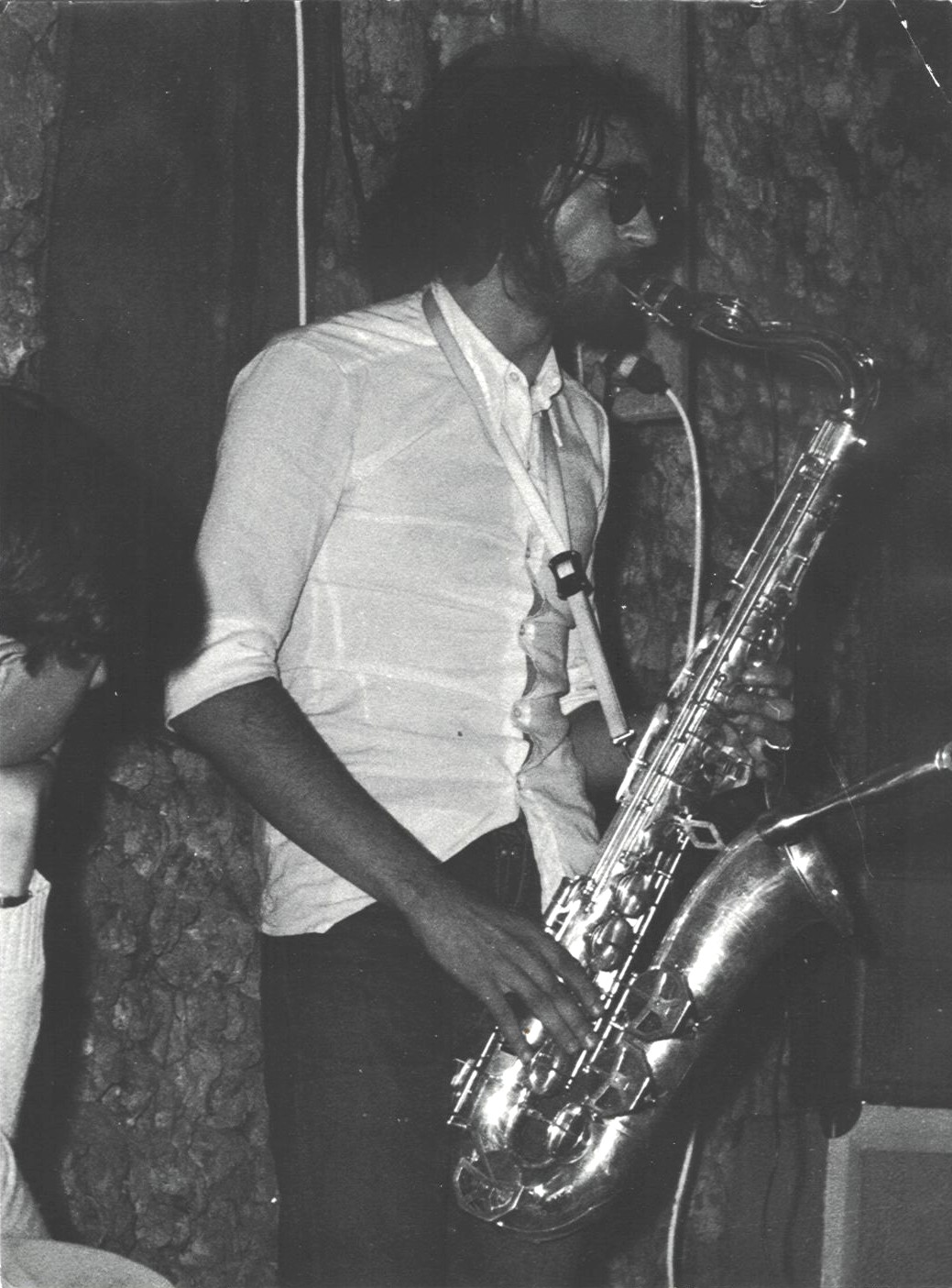
Philippe Bolliet
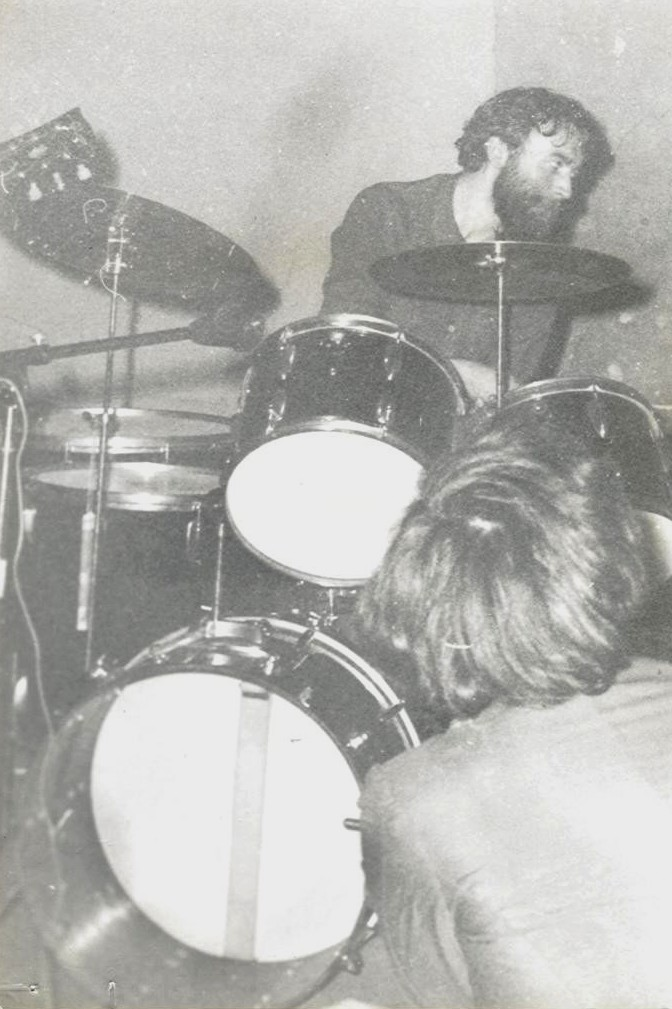
Gilbert Artman
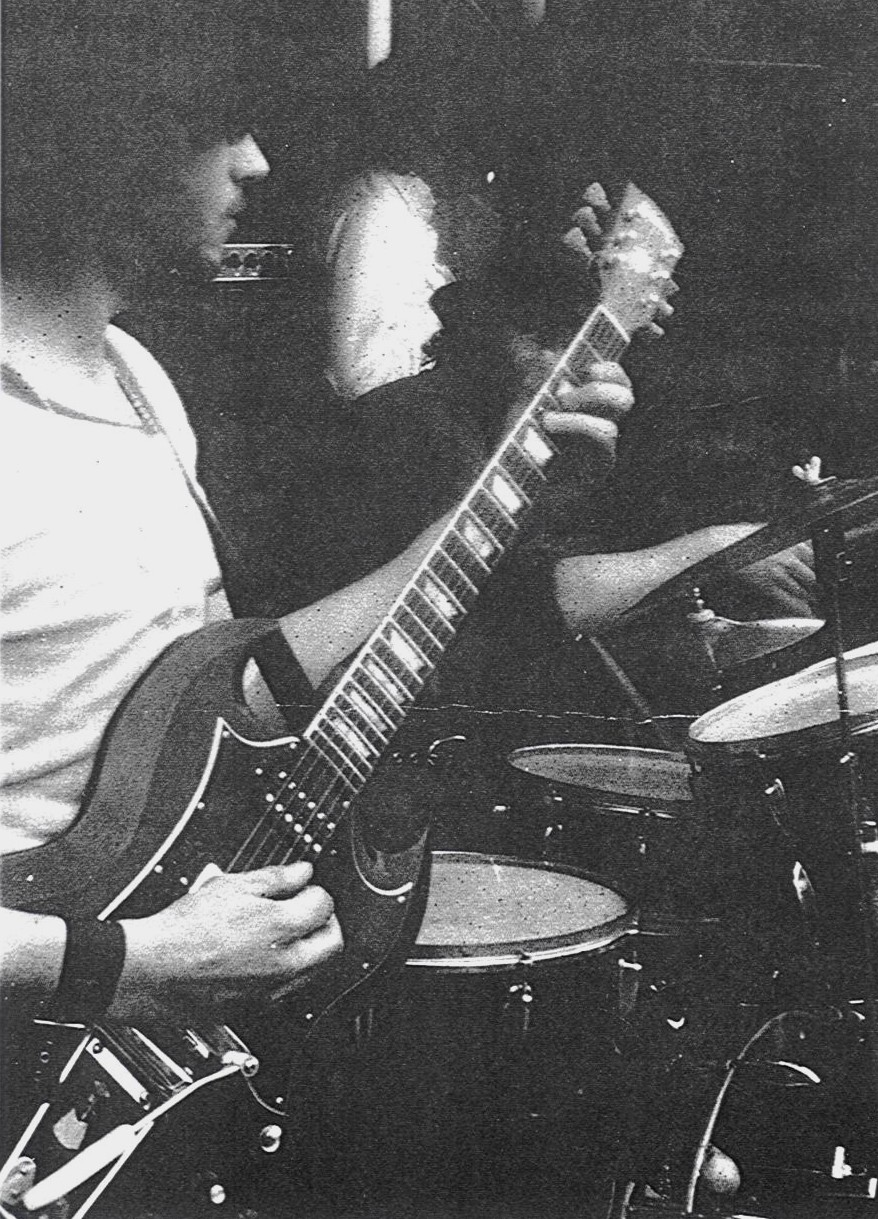
Francois Mativet

## Discographie
- 1971-1972 : Unnamed (CD, Spalax Music, 1997 et Captain Trip Records, 2008 ; 33 tours + 45 tours, Wah-Wah Records Sound, 2010)
- 1973 : Gilbert Artman's Lard Free (33 tours, Vamp Records, 1973 ; CD, Spalax Music (F), 1994 et Captain Trip Records (J), 2008 ; 33 tours, Wah-Wah Records Sound (ESP), 2010)
- 1975 : I'm Around About Midnight (33 tours, Vamp Records, 1975 ; CD Spalax Music, 1993 et Captain Trip Records, 2008; 33 tours, Wah-Wah Records Sound, 2010)
- 1976 : April Orchestra Vol. 15 - Présente Lard Free (33 tours, CBS, 1976)
- 1977 : Spirale Malax (33 tours, Cobra, 1977; III ; CD, Spalax Music, 1993 et Captain Trip Records, 2008 ; 33 tours, Wah-Wah Records Sound, 2010)
- 2018 : Camizole / Lard Free (33 tours, Souffle Continu FFL030)